# John Marshall Butler
John Marshall Butler (ur. 21 lipca 1897 w Baltimore, Maryland, zm. 14 marca 1978 w Rocky Mount, Karolina Północna) – amerykański polityk i prawnik związany z Partią Republikańską.
W latach 1951–1963 był przedstawicielem stanu Maryland w Senacie Stanów Zjednoczonych. Nie ubiegał się o reelekcję w 1962 roku.